# Риздвяны (Ивано-Франковская область)
Риздвяны (укр. Різдвяни) — село в Бурштынской городской общине Ивано-Франковского района Ивано-Франковской области Украины.
Население по переписи 2001 года составляло 216 человек. Занимает площадь 8,155 км². Почтовый индекс — 77130. Телефонный код — 03431.